# Brazoria enquistii
Brazoria enquistii là một loài thực vật có hoa trong họ Hoa môi. Loài này được M.W.Turner mô tả khoa học đầu tiên năm 2003.